# 日本室町時代年號列表

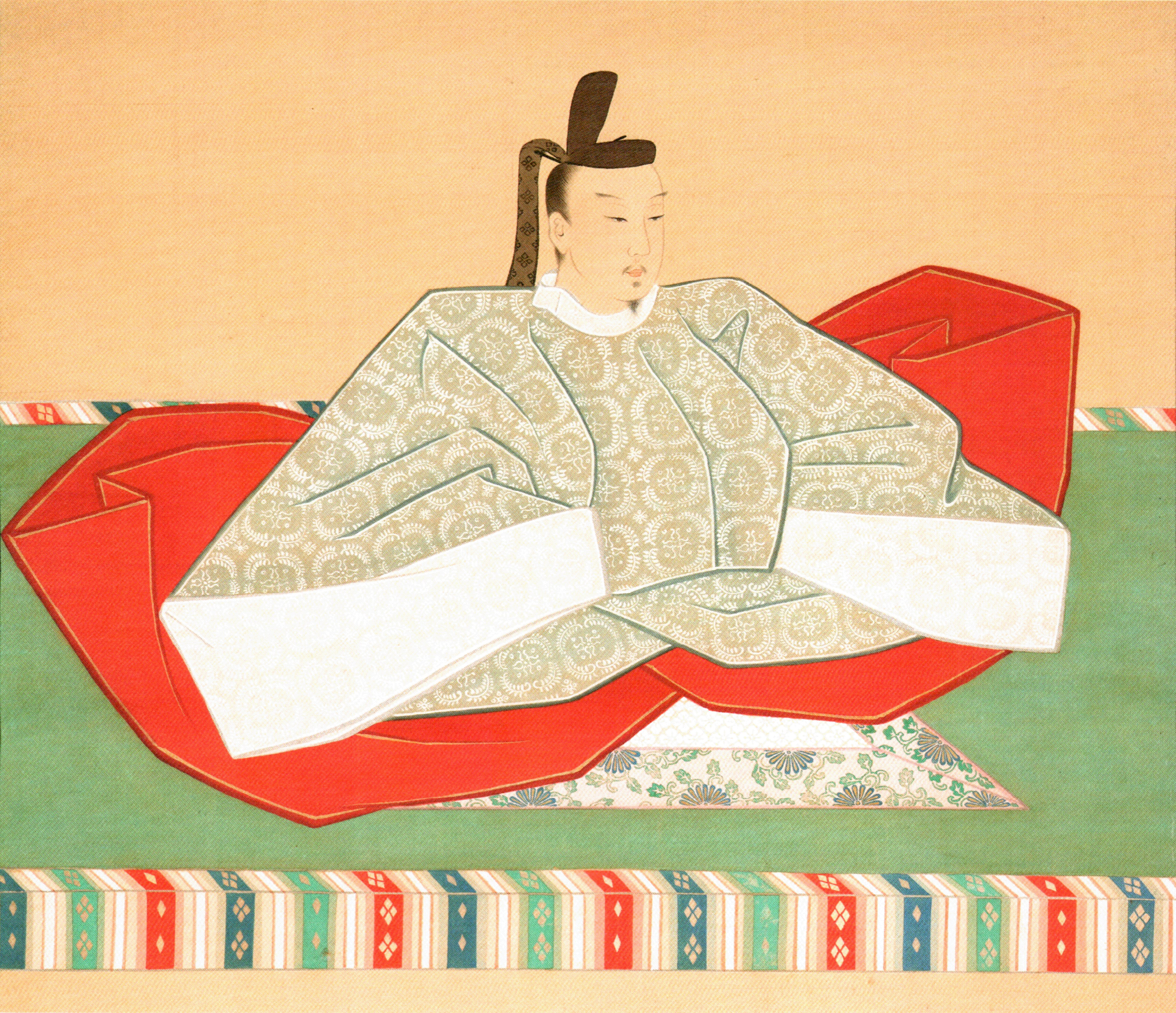
後小松天皇所改的年號「應永」是除一世一元制施行後所改的年號「明治」與「昭和」外使用時間最長的日本年號

日本自第三十六代孝德天皇即位並建元大化起開始使用年号（日语：／ Nengō、／ Gengō）為其纪年方式，並在文武天皇於701年5月3日（大寶元年三月二十一日）再度恢復使用年號後，一直持續使用年號至今。日本的年號常取中國古籍中的辭句為典故，而改元的原因除天皇即位外，多數出於迷信及牽強附會。因天皇即位而進行的改元通常在天皇即位翌年進行，但有時候也會因為亂世而不在天皇即位翌年改元。日本自醍醐天皇起開始因「辛酉革命」的緣故在辛酉年進行改元（當時為901年，由昌泰四年改元延喜），並自村上天皇起開始因「甲子革令」的緣故在甲子年進行改元（當時為964年，改元康保）。日本自醍醐天皇起也會因災禍等不祥之事而改元（當時為923年，改元延長）。
自平安时代中期（天德、應和年間）起，改元之事均載於改元宸記中，而改元的程序也確立為先由大臣上奏年號勘文，然後天皇於選定會議中決定新年號。雖然自鎌倉時代起，日本的政治實權落入武家手中，然而武家政權一般不會干涉朝廷進行改元，直至江户时代幕府方開始插手改元事務。《明德和約》締結後的首個室町时代年號「應永」使用時間達33年又9個月又22日，是除一世一元制施行後所改的年號「明治」（使用時間43年又9個月又8日）與「昭和」（使用時間62年又14日）外使用時間最長的日本年號。
以下列表僅收錄《明德和約》締結後室町時代（含戰國時代）啓用的日本年號，南北朝時代啓用的日本年號請分別參見日本南朝年號列表與日本北朝年號列表。以下列表中，各年號的使用期與典故主要出自小學館出版的《日本大百科全書》，而每個年號的典故都分別附上维基文库的文本連結供參考（如有）。

## 列表
| 年號 | 使用期 （西曆年月日）           | 使用期 （和曆年月日）                    | 在位天皇                | 改元理由 | 典故                                 | 參考 來源    |
| ---- | ------------------------------- | ---------------------------------------- | ----------------------- | --- | ------------------------------------ | ------------ |
| 應永 | 1394年8月2日 － 1428年6月9日    | 元年七月初五日 － 三十五年四月二十六日   | 後小松天皇              | 疱瘡 干魃 | 《唐会要》：「久應得之。永有天下。」 | [ 10 ] [ 3 ] |
| 應永 | 1394年8月2日 － 1428年6月9日    | 元年七月初五日 － 三十五年四月二十六日   | 稱光天皇                | 疱瘡 干魃 | 《唐会要》：「久應得之。永有天下。」 | [ 10 ] [ 3 ] |
| 正長 | 1428年6月10日 － 1429年10月2日  | 元年四月二十七日 － 二年九月初四日       | （無）                  | 《礼记正義·大學》：「在位之君子，威儀不有差忒，可以正長是四方之國。」                                                           | [ 12 ] [ 13 ]                        |              |
| 正長 | 1428年6月10日 － 1429年10月2日  | 元年四月二十七日 － 二年九月初四日       | （無）                  | 《礼记正義·大學》：「在位之君子，威儀不有差忒，可以正長是四方之國。」                                                           | [ 12 ] [ 13 ]                        | 後花園天皇   |
| 永享 | 1429年10月3日 － 1441年3月9日   | 元年九月初五日 － 十三年二月十六日       | 後花園天皇即位          | 《汉书·王莽傳》：「能立巍巍之功，傳于子孫，永享無窮之祚。」                                                                       | [ 15 ] [ 16 ]                        |              |
| 嘉吉 | 1441年3月10日 － 1444年2月22日  | 元年二月十七日 － 四年二月初四日         | 辛酉革命                | 《周易·隨》：「孚于嘉，吉；位正中也。」                                                                                         | [ 19 ]                               |              |
| 文安 | 1444年2月23日 － 1449年8月15日  | 元年二月初五日 － 六年七月二十七日       | 甲子革令                | - 《尚書·虞書·堯典》：「放勳，欽、明、文、思、安安。」 - 《晋书·周處傳·處幼子劄》：「尊文，安漢社稷。」                         | [ 22 ]                               |              |
| 寶德 | 1449年8月16日 － 1452年8月9日   | 元年七月二十八日 － 四年七月二十四日     | 水害 地震 疾疫 饑饉     | 《旧唐书·禮儀三》：「朕惟寶行三德，曰慈、儉、謙。」                                                                             | [ 23 ] [ 24 ]                        |              |
| 享德 | 1452年8月10日 － 1455年9月5日   | 元年七月二十五日 － 四年七月二十四日     | 三合厄 疱瘡流行         | 《尚書·周書·微子之命》：「世世享德，萬邦作式。」                                                                                | [ 27 ]                               |              |
| 康正 | 1455年9月6日 － 1457年10月15日  | 元年七月二十五日 － 三年九月二十七日     | 兵革連綿                | 《史记·宋微子世家》、《尚書·周書·洪範》：「平康正直。」                                                                         | [ 30 ]                               |              |
| 長祿 | 1457年10月16日 － 1461年1月31日 | 元年九月二十八日 － 四年十二月二十日     | 病患 炎旱               | 《韩非子·解老》：「其建生也長，持祿也久。」                                                                                     | [ 32 ]                               |              |
| 寬正 | 1461年2月1日 － 1466年3月13日   | 元年十二月二十一日 － 七年二月二十七日   | 天下饑饉                | 《孔子家语·觀周》：「外寬而內正。」                                                                                             | [ 35 ]                               |              |
| 寬正 | 1461年2月1日 － 1466年3月13日   | 元年十二月二十一日 － 七年二月二十七日   | 天下饑饉                | 《孔子家语·觀周》：「外寬而內正。」                                                                                             | [ 35 ]                               | 後土御門天皇 |
| 文正 | 1466年3月14日 － 1467年4月8日   | 元年二月二十八日 － 二年三月初四日       | 後土御門天皇即位        | 《荀子·王制》：「積文學，正身行。」                                                                                             | [ 37 ]                               |              |
| 應仁 | 1467年4月9日 － 1469年6月7日    | 元年三月初五日 － 三年四月二十七日       | 兵革                    | 《維城典訓》：「仁之感物，物之應仁，若影隨形，猶聲致響。」                                                                      | [ 38 ]                               |              |
| 文明 | 1469年6月8日 － 1487年8月8日    | 元年四月二十八日 － 十九年七月十九日     | 兵革                    | 《周易·同人》：「文明以健。中正而應。君子正也。」                                                                               | [ 40 ]                               |              |
| 長享 | 1487年8月9日 － 1489年9月15日   | 元年七月二十日 － 三年八月二十日         | 外宮炎上 疫疾 兵革      | 《文選·為曹公作書與孫權》：「喜得全功，長享其福。」                                                                             | [ 42 ]                               |              |
| 延德 | 1489年9月16日 － 1492年8月11日  | 元年八月二十一日 － 四年七月十八日       | 天變 疾疫               | 《孟子注疏·題辭解》：「開延道德。」                                                                                             | [ 43 ] [ 44 ]                        |              |
| 明應 | 1492年8月12日 － 1501年3月17日  | 元年七月十九日 － 十年二月二十八日       | 疾疫流行                | - 《文選·檄吳將校部曲文》：「德行脩明。皆宜膺受多福，保乂子孫。」 - 《周易·大有》：「其德剛健而文明，應乎天而時行，是以元亨。」 | [ 46 ] [ 44 ]                        |              |
| 明應 | 1492年8月12日 － 1501年3月17日  | 元年七月十九日 － 十年二月二十八日       | 疾疫流行                | - 《文選·檄吳將校部曲文》：「德行脩明。皆宜膺受多福，保乂子孫。」 - 《周易·大有》：「其德剛健而文明，應乎天而時行，是以元亨。」 | [ 46 ] [ 44 ]                        | 後柏原天皇   |
| 文龜 | 1501年3月18日 － 1504年3月15日  | 元年二月二十九日 － 四年二月二十九日     | 後柏原天皇即位 辛酉革命 | 《尔雅·釋魚》：「一曰神龜，二曰靈龜，三曰攝龜，四曰寶龜，五曰文龜。」                                                           | [ 51 ]                               |              |
| 永正 | 1504年3月16日 － 1521年9月22日  | 元年二月三十日 － 十八年八月二十二日     | 甲子革令                | 《孔子集語·六藝四上》：「《周易乾鑿度》孔子曰：『永貞其道，咸受吉化，德施四海，能繼天道。』」                                   | [ 52 ] [ 53 ]                        |              |
| 大永 | 1521年9月23日 － 1528年9月2日   | 元年八月二十三日 － 八年八月十九日       | 兵革 天變               | 《元豐類稿·乞賜唐六典狀》：「庶務，至微至密。其大則以永業。」                                                                   | [ 55 ] [ 53 ]                        |              |
| 大永 | 1521年9月23日 － 1528年9月2日   | 元年八月二十三日 － 八年八月十九日       | 兵革 天變               | 《元豐類稿·乞賜唐六典狀》：「庶務，至微至密。其大則以永業。」                                                                   | [ 55 ] [ 53 ]                        | 後奈良天皇   |
| 享祿 | 1528年9月3日 － 1532年8月28日   | 元年八月二十日 － 五年七月二十八日       | 後奈良天皇即位          | 《伊川易傳·大畜》：「居天位，享天祿也。」                                                                                       | [ 58 ]                               |              |
| 天文 | 1532年8月29日 － 1555年11月6日  | 元年七月二十九日 － 二十四年十月二十二日 | 兵革                    | 《尚書注·舜典》：「舜察天文，齊七政。」                                                                                         | [ 61 ]                               |              |
| 弘治 | 1555年11月7日 － 1558年3月17日  | 元年十月二十三日 － 四年二月二十七日     | 兵革                    | 《北齐书》：「祗承寶命，志弘治體。」                                                                                            | [ 63 ]                               |              |
| 弘治 | 1555年11月7日 － 1558年3月17日  | 元年十月二十三日 － 四年二月二十七日     | 兵革                    | 《北齐书》：「祗承寶命，志弘治體。」                                                                                            | [ 63 ]                               | 正親町天皇   |
| 永祿 | 1558年3月18日 － 1570年5月26日  | 元年二月二十八日 － 十三年四月二十二日   | 正親町天皇即位          | 《羣書治要·卷第二十六》：「能保世持家，永全福祿者也。」                                                                         | [ 65 ]                               |              |